# Einar Rosenborg
Olof Einar Rosenborg, född den 26 oktober 1882 i Gävle, död den 1 december 1960 i Stockholm, var en svensk skriftställare och företagsledare. Han var bror till Ansgar och Gunnar Rosenborg.
Rosenborg avlade studentexamen i Gävle 1900 och var student vid Uppsala universitet 1900–1903. Han var medarbetare i Dagens Nyheter 1903–1905, redaktör och utgivare av Jämtlands Tidning 1905-1907 samt politisk medarbetare i Dagens Nyheter 1907–1920. Rosenborg blev sekreterare i Stockholmssystemet 1921 och  var vice verkställande direktör där 1924–1928. Han var litterär ledare i Åhlén & Åkerlunds förlag 1928–1929 och verkställande direktör i Carl Gehrmans musikförlag 1930–1953. Rosenborg var konstanmälare i Social-Demokraten 1930–1937, ordförande i Svenska musikförläggareföreningen 1931–1948, medlem av Nordiska museets nämnd 1931–1943, av Rådet till skydd för Stockholms skönhet 1933–1943, av Svenska Tonsättares Internationella Musikbyrås styrelse 1943–1949 och ordförande i Musikfrämjandet 1940–1941. Han var även verksam som översättare. Rosenborg vilar på Lovö kyrkogård.